# Nederlandse Publieke Omroep
La Nederlandse Publieke Omroep, en abrégé NPO (en français : « Radiodiffusion publique des Pays-Bas »), est une entreprise publique chargée du service public de la radio et de la télévision des Pays-Bas. Son organisation diffère quelque peu des autres sociétés de radio-télévision européennes : c'est une compagnie centralisée chargée de coordonner les actions d'une vingtaine de radiodiffuseurs publics indépendants représentant les différentes composantes de la société néerlandaise (syndicats, églises, groupes philosophiques). 
Ce mode de fonctionnement, assez novateur, appelé pilarisation (en néerlandais : verzuiling), se retrouve à tous les niveaux au sein de la société néerlandaise (écoles, entreprises, médias). Les programmes produits par ces différentes sociétés sont repris dans la grille des principales chaînes de télévision et des stations de radio du groupe. Leur part dans la grille des programmes est revue chaque année en fonction du nombre d'adhérents.
La NPO est l'une des 23 entreprises de radio-télévision à avoir cofondé l'Union européenne de radio-télévision en 1950 (sous le nom de Nederlandse Radio Unie).

## Histoire
Les premières émissions de radio néerlandaises débutent dans les années 1920, sous la houlette des différentes organisations de la société civile qui se regroupent en différentes organisations de production en fonction de leurs affinités politiques, idéologiques ou religieuses. La première à voir le jour est AVRO (proche à l'origine des idées libérales). Pionnière dans la transmission d'émissions en ondes moyennes, elle est suivie par NCRV (protestante), par KRO (catholique), VARA (socialiste) et par VPRO (également protestante). À l'aube de la Seconde Guerre mondiale, le paysage radiophonique néerlandais est ainsi constitué d'une multitude de stations de radio ciblant chacune un groupe socio-culturel bien défini.
L'apparition de la télévision (Nederlandse Televisie Stichting ou Fondation de la télévision néerlandaise) le 2 octobre 1951 bouleverse sensiblement l'organisation qui prévalait jusqu'alors. Pour des raisons financières autant que technologiques et pratiques, il s'avère impossible de créer une chaîne de télévision par organisme diffuseur. C'est ainsi qu'est proposée l'idée d'une chaîne de télévision unique, mais basée sur une banque de productions fournies par les différentes organisations socio-culturelles. Au fil des années, ces organisations sont rejointes par de nouvelles sociétés : en 1964 naît ainsi TROS, qui est la première à ne pas être affiliée à une association, un parti politique ou une église.

## Identité visuelle

Logo du Nederlandse Publieke Omroep de 1999 à 2007
Logo du Nederlandse Publieke Omroep de 2007 à 2013
Logo du Nederlandse Publieke Omroep depuis 2013
Logo alternatif du Nederlandse Publieke Omroep depuis 2013

## Organisation
Plusieurs organisations contribuent à la Nederlandse Publieke Omroep, chacune d'entre elles étant représentative ou non d'une catégorie de la société civile :

### Organisations associatives
- AVROTROS : fondée le 1er janvier 2014 à la suite de la fusion entre AVRO et TROS, elle est l'une des organisations bénéficiant du plus grand nombre d'heures de programmes en produisant des émissions à caractère généraliste ;
- BNNVARA : fondée le 1er janvier 2014 à la suite de la fusion entre BNN et VARA ;
- EO (Evangelische Omroep, Radiodiffusion évangélique) : il s'agit d'une organisation évangélique produisant des programmes fondés sur la Bible. Elle est née en 1967 d'une scission au sein de la NCRV ;
- KRO-NCRV : fondée le 1er janvier 2014 à la suite de la fusion entre KRO et NCRV ;
- MAX : fondée en 2005, cette organisation produit des émissions à destination des séniors ;
- PowNed : fondée en 2009 ;
- VPRO (Vrijzinnig Protestantse Radio Omroep, « Radiodiffusion libérale-protestante ») : fondée en 1926, cette organisation protestante produit des émissions culturelles. Elle est très proche des idées libérales ;
- WNL : fondée en 2009, diffuseur proche des idées politiques de droite, lancé par le groupe du journal De Telegraaf.

### Organisation de services
- NOS (Nederlandse Omroep Stichting, « Fondation de radiodiffusion néerlandaise ») : fondée en 1956, elle garantit la retransmission des journaux télévisés, des sessions du parlement et des émissions sportives.
- NTR : fondée en janvier 2011 avec la fusion de 3 groupes NPS, Teleac/NOT et RVU.

### Organisations spécialisées
- Human (Humanistische Omroep) : Organisation humaniste.
- Omrop Fryslân (Radiodiffusion frisonne) : diffuseur de la province de Frise diffusant des émission frisophones sur les chaînes publiques nationales ;
- Socutera (en) : diffuse  des messages publicitaires à caractère institutionnels ou associatives ;
- Stichting Ether Reclame (STER, « Fondation de radiodiffusion publicitaire ») : Régie publicitaire du groupe ;
- Zendtijd voor Politieke Partijen (en) (ZPP, « Temps d'antenne pour les partis politiques »).

## Organisations disparues
- BNN : fondée en 1997 à l'initiative du présentateur Bart de Graaff, elle se charge de la production d'émissions pour les jeunes, et laisse une place importante à la culture pop. Disparue en 2014 après la fusion avec VARA pour former BNNVARA.
- BOS (en) (Boeddhistische Omroep Stichting) : Organisation bouddhiste.
- IKON (en) (Interkerkelijke Omroep Nederland) : Productions d'émissions religieuses.
- JO (en) (Joodse Omroep) : Organisation israélite, elle succède à la Nederlands-Israëlitisch Kerkgenootschap.
- KRO (Katholieke Radio Omroep, « Radiodiffusion catholique ») : fondée en 1925, elle était une organisation catholique avec des émissions généralistes. Les deux ont fusionné pour former. Disparue en 2014 après la fusion avec NCRV pour former KRO-NCRV.
- LLiNK (en) : fondée en 2005, elle produit des émissions basées sur l'écologie, le développement durable et le multiculturalisme.
- NCRV (Nederlandse Christelijke Radio Vereniging « Association de radiodiffusion chrétienne néerlandaise ») : fondée en 1925, elle était une organisation protestante produisant des émissions généralistes, mais basées sur les valeurs chrétiennes. Disparue en 2014 après la fusion avec KRO pour former KRO-NCRV.
- NPS (Nederlandse Programma Stichting, « Fondation de programmes néerlandaise ») : organisation chargée des émissions culturelles et des programmes pour enfants, elle s'est séparée de la NOS en 1995.
- NIO (nl) (Nederlandse Islamitische Omroep) : Organisation musulmane.
- NMO (nl) (Nederlandse Moslim Omroep) : Organisation musulmane.
- OHM (nl) (Organisatie Hindoe Media) : Organisation hindouiste.
- RKK (en) (Rooms-Katholiek Kerkgenootschap) : Organisation catholique.
- RVU (nl) (Radio Volks Universiteit) : Organisation produisant des émissions éducatives.
- Teleac/NOT (nl) (Televisie-academie/Nederlandse Onderwijs Televisie) : Production de cours télévisés.
- VARA : fondée en 1925, elle est proche des idées socialistes. Disparue en 2014 après la fusion avec BNN pour former BNNVARA.
- ZvK (en) (Zendtijd voor Kerken) : Organisation des églises protestantes de Hollande.

## Services
Ayant son siège à Hilversum, une ville située à environ trente kilomètres d'Amsterdam, la NPO opère trois chaînes de télévision nationales (NPO 1, NPO 2 et NPO 3) diffusées sur le réseau hertzien, treize chaînes de télévisions provinciales - à travers des compagnies de radio-télévision régionales semi-autonomes - (Omroep Brabant, RTV Drenthe, TV Flevoland, Omrop Fryslân, TV Gelderland, L1, TV Noord, NH, RTV Oost, TV Rijnmond, RTV Utrecht, TV West et Omroep Zeeland) et un bouquet de chaînes de télévision thématiques diffusées par câble et satellite (Nederland 24). 
Elle gère également sept stations de radio (NPO Radio 1, NPO Radio 2, NPO 3FM, NPO Radio 4, NPO Radio 5, NPO Radio 6 et FunX) diffusées en modulation de fréquence sur l'ensemble du territoire national, une station de radio internationale (Radio Nederland Wereldomroep), treize stations de radio provinciales (Omroep Brabant, L1 Radio, Radio M Utrecht, Omrop Fryslân, Radio Drenthe, Omroep Flevoland, Radio Gelderland, Omroep Zeeland, Radio Noord, NH Radio, Radio Oost, Radio Rijnmond et Radio West) et un bouquet de radios diffusées en streaming sur Internet (Fun X Webkanalen). 
Une partie des émissions de la NPO sont également reprises dans le cadre de la chaîne internationale belgo-néerlandaise BVN (câble et satellite).
La préservation des archives de la radio-télévision publique est également du ressort de la compagnie, à travers l'Institut néerlandais de l'image et du son (Nederlands Instituut voor Beeld en Geluid).
La NPO opère 7 stations de radio, 3 chaînes de télévision nationales et une chaîne de télévision collaborative :

### Radio
- NPO Radio 1 : chaîne axée sur les informations et le sport.
- NPO Radio 2 : chaîne populaire, diffuse principalement des chansons des années 80 et 90 (et certains des années 60 et 70)
- NPO 3FM : chaîne destinée aux jeunes, diffuse la musique pop, électro, rock, alternatif et house
- NPO Radio 4 : chaîne diffusant de la musique classique.
- NPO Radio 5 : chaîne diffusant chansons des années 50, 60 et 70
- NPO Soul & Jazz (anciennement NPO Radio 6) : chaîne axée sur le jazz et la soul
- FunX : chaîne consacrée aux jeunes, diffusant de musique latine et rap.

Disparu
- Radio Pays-Bas internationale (RNW) : chaîne consacrée à l'international créée en 1947, disparue en 2012.

### Télévision
- NPO 1 : première chaîne généraliste en diffusion hertzienne numérique et sur le câble.
- NPO 2 : deuxième chaîne généraliste culturelle en diffusion hertzienne numérique et sur le câble.
- NPO 3 : chaîne généraliste sportive/de jeunes en diffusion hertzienne numérique et sur le câble.
- BVN : chaîne satellitaire à vocation internationale pour la communauté néerlandaise de l'étranger et néerlandophone. Avant 2021, elle était partagée avec la télévsion publique belge néerlandophone. Depuis, elle est uniquement néerlandaise.